# Франц Лефорт
Франц Лефорт (1656 − 12. март 1699) је био руски генерал и адмирал швајцарског порекла.

## Биографија
У руску војску ступа 1678. године. Генерал-мајор је постао 1690. Посебно се посветио стварањем првих регуларних пукова у руској војсци. Од 1692. године командује 1. московским пуком с којим је учествовао у првом Азовском походу 1695. године. Петар Велики му је поверио изградњу флоте за други поход који је 1696. године успешно водио. Лично близак и одан цару, имао је одређеног утицаја на његово образовање.